# Walter Owen Bentley

Walter Owen Bentley

Walter Owen Bentley (n. 16 septembrie 1888 - d. 13 august 1971) a fost un inginer, designer și om de afaceri britanic.
Este cunoscut în special ca fiind fondatorul societății Bentley Motors Ltd, care ulterior avea să devină o marcă renumită pentru mașinile sale de curse sau de lux.
În timpul celui de-al Doilea Război Mondial, a participat și la construcția de avioane.
1. ↑  The Peerage